# آنتونیو دی گائودیو
آنتونیو دی گائودیو (انگلیسی: Antonio Di Gaudio؛ زادهٔ ۱۶ اوت ۱۹۸۹) بازیکن فوتبال اهل ایتالیا است.
از باشگاه‌هایی که در آن بازی کرده‌است می‌توان به باشگاه فوتبال کارپی و باشگاه فوتبال پالرمو اشاره کرد.